# Hawaröarna
Hawaröarna är en ögrupp i Persiska viken mellan Qatar och Bahrain. Både Bahrain och Qatar hävdade tidigare sin överhöghet över området, men 1999 fastslog Internationella domstolen i Haag att lejonparten av ögruppen tillhörde Bahrain. Bahrain krävde även delar av Qatars fastland, men fick inte gehör för detta. Qatar fick viktiga havsområden och naturtillgångar.